# Histioea boliviana
Histioea boliviana là một loài bướm đêm thuộc phân họ Arctiinae, họ Erebidae.